# Бейкер (округ, Флорида)
Бе́йкер (англ. Baker County) — округ в штате Флорида Соединённых Штатов Америки. В 2000 году население составляло 22 259 человек. По оценке бюро переписи населения США в 2008 году в округе проживало 26 164 человека. Окружным центром является город Маккленни. Хотя округ Бэйкер и является преимущественно сельским, он включен в состав городского округа Джексонвиля.

## История
Округ Бэйкер был основан в 1861 году. Своё имя он получил от имени Джеймса МакНейра Бейкера, судьи и сенатора Конфедеративных Штатов Америки. В 1864 году недалеко от города Лейк-Сити в округе Бейкер произошло Сражение при Оласти, крупнейшее сражение гражданской войны в США на территории Флориды.